# 연화역
연화역(Yeonhwa station, 蓮化驛)은 경상북도 칠곡군 지천면 연화리에 위치한 경부선의 철도역이다. 2008년 12월 1일 열차시간표 개정으로 인해 모든 여객열차가 통과한다. 
'연화'라는 이름은 1914년 지천면으로 편입 당시 도암지(道岩池)에 연꽃이 많다고 해서 붙여진 이름이다. 인근에 대규모의 군부대가 자리잡고 있어서 군용화물취급을 위한 전용선이 설치되어 있다. 근처에 영남내륙물류기지가 있으며 경부고속도로 칠곡물류 나들목도 있다.

## 역사
- 1966년 4월 8일 : 보통역으로 영업 개시, 화물만 취급[1]
- 1967년 3월 10일 : 역사 신축 준공, 여객 취급 개시[2]
- 1977년 11월 1일 : 역사 증축 준공
- 2008년 12월 1일 : 여객 취급 중지
- 2009년 10월 31일 : 화물 취급 중지[3]

## 참고 문헌
1. ↑  대한민국관보 철도청 고시 제226호, 1966년 4월 1일.
2. ↑  대한민국관보 철도청 고시 제318호, 1967년 3월 4일.
3. ↑  대한민국관보 국토해양부 고시 제2009-1006호, 2009년 10월 20일.